# 110.ª Divisão de Infantaria (Alemanha)
A 110ª Divisão de Infantaria (em alemão:110. Infanterie-Division) foi uma unidade militar que serviu no Exército alemão durante a Segunda Guerra Mundial.

## Comandantes
| Comandante                            | Data                                           |
| ------------------------------------- | ---------------------------------------------- |
| Generalleutnant Ernst Seifert         | 10 de dezembro de 1940 - 24 de janeiro de 1942 |
| Generalleutnant Martin Gilbert        | 1 de fevereiro de 1942 - 1 de junho de 1943    |
| Generalleutnant Eberhard von Kurowski | 1 de junho de 1943 - 25 de setembro de 1943    |
| Generalleutnant Albrecht Wüstenhagen  | 25 de setembro de 1943 - 1 de dezembro de 1943 |
| Generalleutnant Eberhard von Kurowski | 1 de dezembro de 1943 - 11 de maio de 1944     |
| Generalmajor Gustav Gihr              | 11 de maio de 1944 - 15 de maio de 1944        |
| Generalleutnant Eberhard von Kurowski | 15 de maio de 1944 - ? de julho de 1944        |

## Oficiais de operações
| Oberstleutnant Heinrich Gäde       | 10 de dezembro de 1940-3 de novembro de 1941) |
| Major Wilhelm Freiherr von Malzahn | fevereiro de 1942-1942)                       |
| Oberstleutnant Carl Kleyser        | 10 de abril de 1942-20 de setembro de 1943)   |
| Oberstleutnant Karl Bieling        | 10 de dezembro de 1943-Jul 1943               |

## Área de operações
| Alemanha & Polônia             | dezembro de 1940 - junho de 1941 |
| Frente Oriental, setor central | junho de 1941 - julho de 1944    |